# Juragan
Juragan is een bestuurslaag in het regentschap Batang van de provincie Midden-Java, Indonesië. Juragan telt 3524 inwoners (volkstelling 2010).